# Craugastor rugosus
Craugastor rugosus är en groddjursart som först beskrevs av Peters 1873.  Craugastor rugosus ingår i släktet Craugastor och familjen Craugastoridae. IUCN kategoriserar arten globalt som livskraftig. Inga underarter finns listade i Catalogue of Life.